# 레이철 픽업
레이철 픽업(Rachel Pickup, 1973년 7월 15일 ~ )은 잉글랜드의 배우이다.

## 영화
- 크로닉
- 원더우먼 (2017년 영화)

## 텔레비전
- 홀비 시티
- 미드소머 머더스
- 하우스 오브 아누비스
- 엘리멘트리
- 마담 세크리터리
- 그랜트체스터